# Eucalyptus wandoo
Eucalyptus wandoo är en myrtenväxtart som beskrevs av William Faris Blakely. Eucalyptus wandoo ingår i släktet Eucalyptus och familjen myrtenväxter. Inga underarter finns listade i Catalogue of Life.